# Erycibe subglabra
Erycibe subglabra är en vindeväxtart som beskrevs av Rudolph Herman Scheffer och Hoogl. Erycibe subglabra ingår i släktet Erycibe och familjen vindeväxter. Inga underarter finns listade i Catalogue of Life.